# Jens Van Hoof
Jens Van Hoof (Borgerhout, 21 februari 1985) is een Belgisch voormalig korfballer.

## Levensloop
Van Hoof kwam uit voor AKC. Tevens maakte hij deel uit van het Belgisch nationaal team, waarmee hij onder meer zilver won op de Wereldspelen van 2009, het wereldkampioenschap van 2007 en het Europees kampioenschap van 2006.
In 2015 beëindigde hij zijn spelerscarrière. Zijn laatste wedstrijd speelde hij tegen Boeckenberg tijdens de kruisfinales van de eindronde in het veldkorfbal.